# Lexington (Georgia)
Lexington – miasto, zamieszkane przez 239 ludzi (2000), w Stanach Zjednoczonych, w stanie Georgia i siedziba hrabstwa Oglethorpe. W roku 2023 liczba mieszkańców spadła do 213 osób, a gęstość zaludnienia nieznacznie przekracza 152 osoby/km².

## Skład etniczny[1]
- biali - 70,71%
- Afroamerykanie - 25,94%
- Indianie - 0,84%
- inni - 2,51%

Latynosi traktowani oddzielnie stanowili 1,26% populacji.